# Modehus

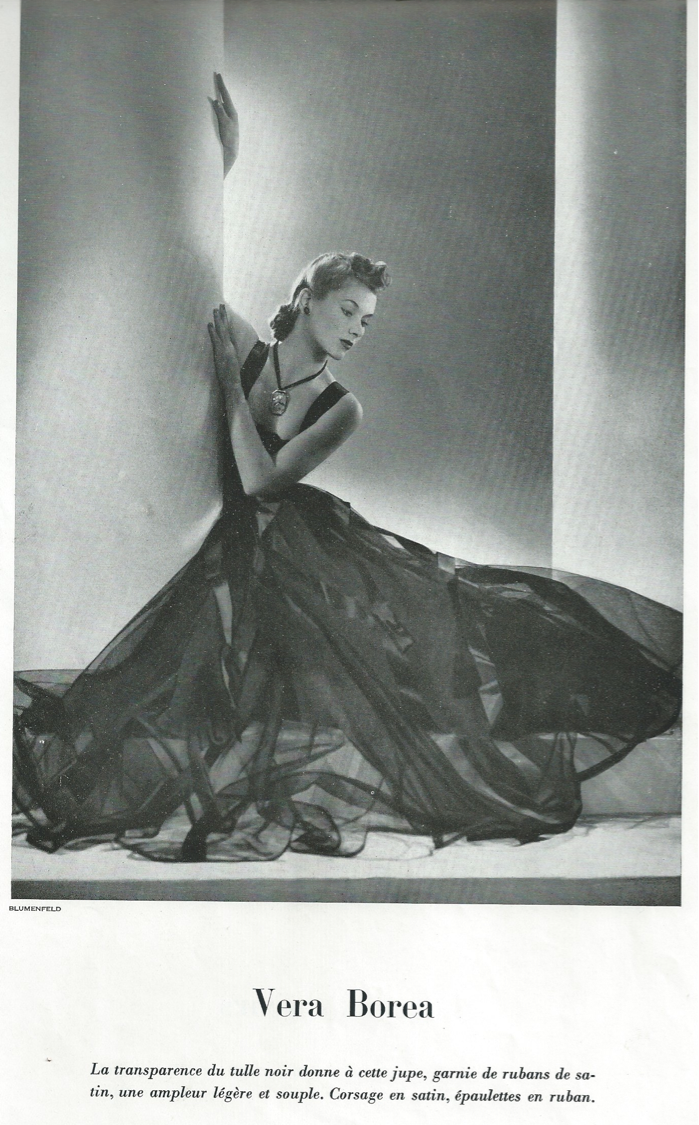
En klassisk modebild av Erwin Blumenfeld på en Aftonklänning från modehuset Vera Borea 1939.

Modehus är exklusiva varumärken eller modeföretag, oftast inom så kallad haute couture. Kända modehus är bland annat Chanel, Louis Vuitton, Fendi, Dior, Yves Saint Laurent, Gucci, Prada, Armani, Hugo Boss och Versace.
Särskilt sedan andra hälften av 1900-talet har antalet modehus ökat i samband med utvecklingen av modebranschen.